# Bokod
Bokod é um município de  quarta classe de renda municipal (d) na província Benguet, nas Filipinas. De acordo com o censo de 1 de maio  de  2020 possui uma população de 14 435 pessoas e 3 429 domicílios.